# 米列罗什-迪波亚里什
米列罗什-迪波亚里什是葡萄牙阿威罗区的一个堂区。总面积8.93平方公里，总人口3859人，人口密度432.1人/平方公里。